# Carl Schümann

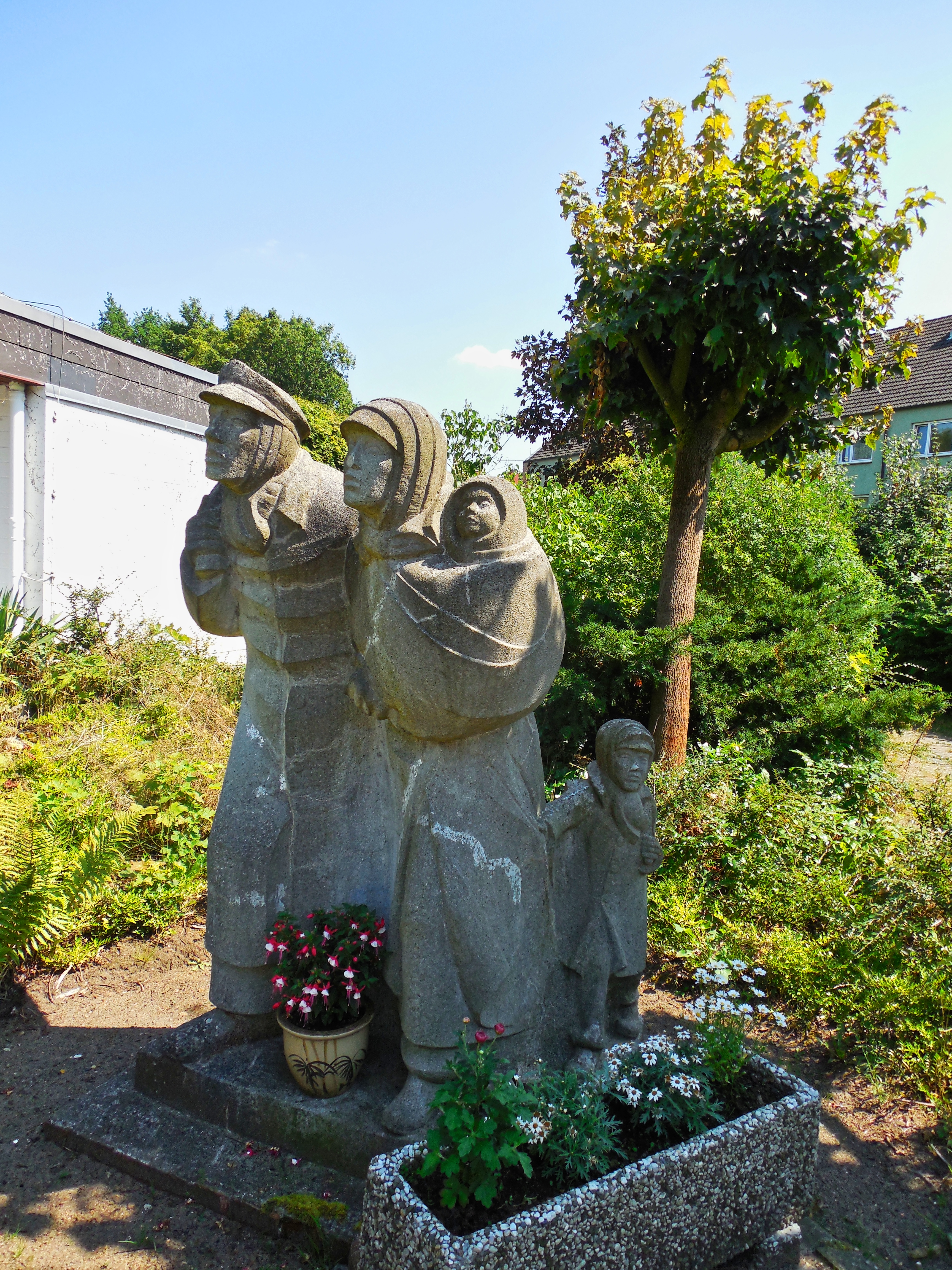
Vertriebenen-Ehrenmal am Gemeindezentrum der Falkenbergkirche, Norderstedt, 2014

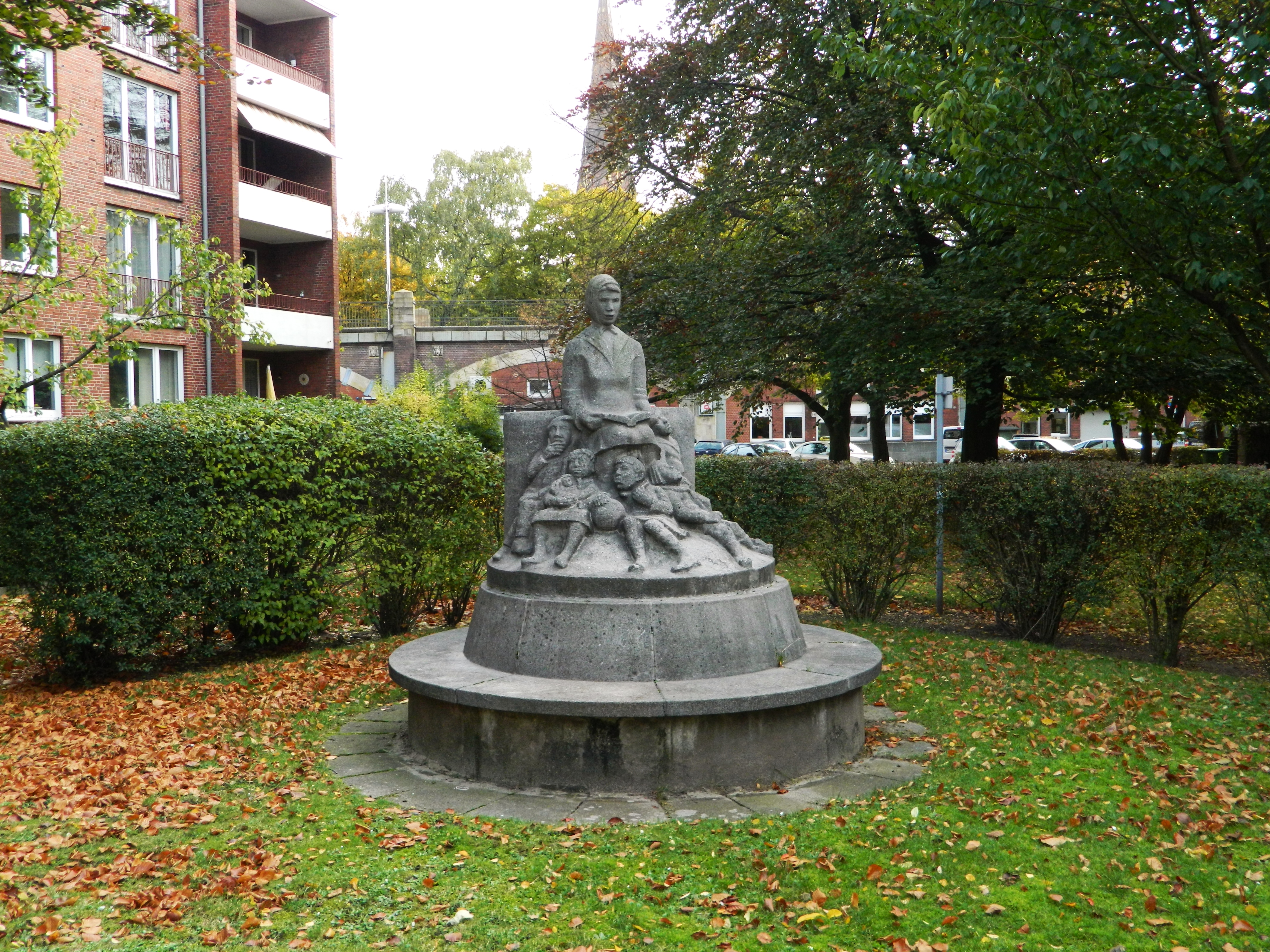
Märchenstunde, Ulmenau 1–9, Hamburg-Uhlenhorst, 2012

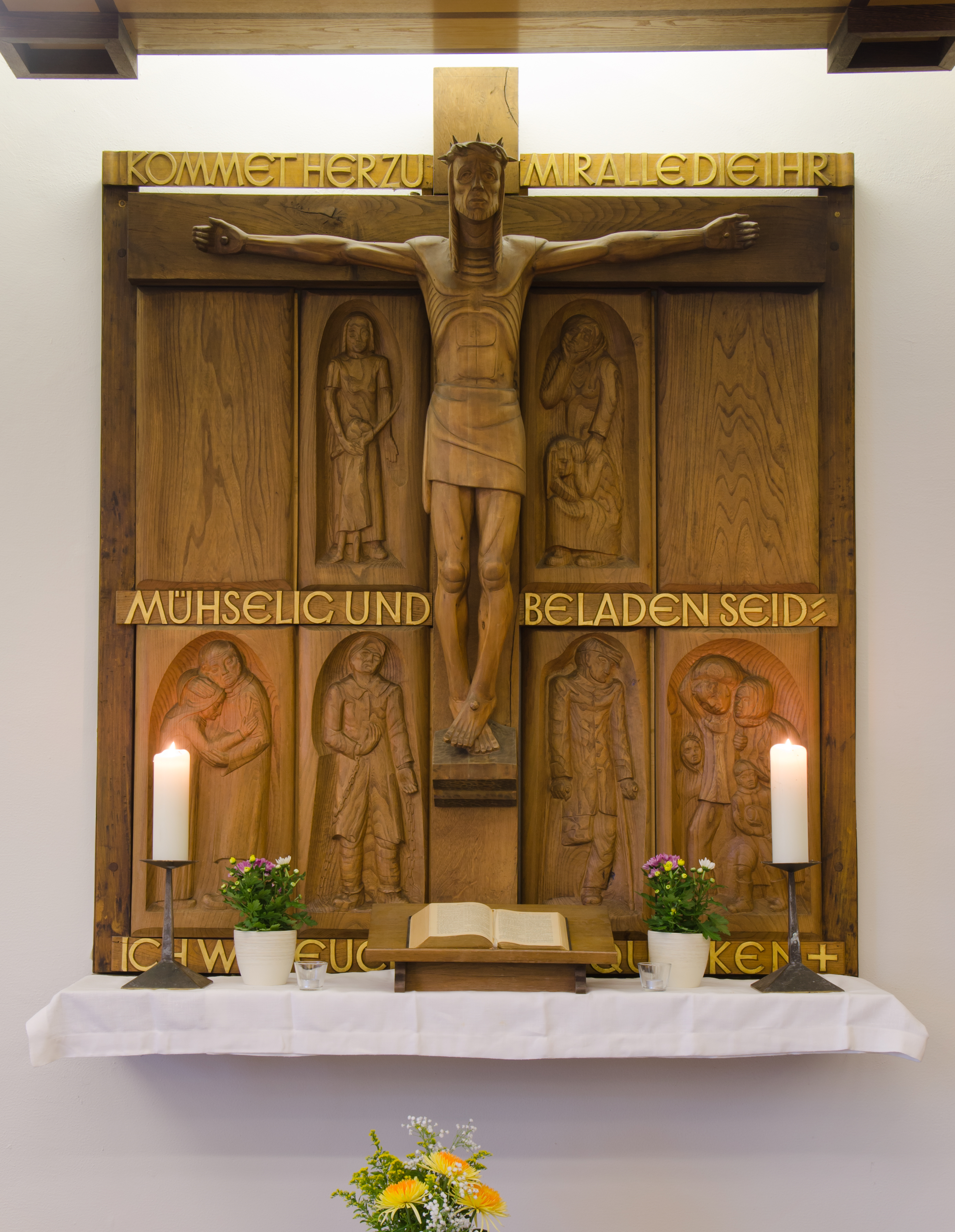
Holzrelief, Christuskirche, Hamburg-Wandsbek, 2013

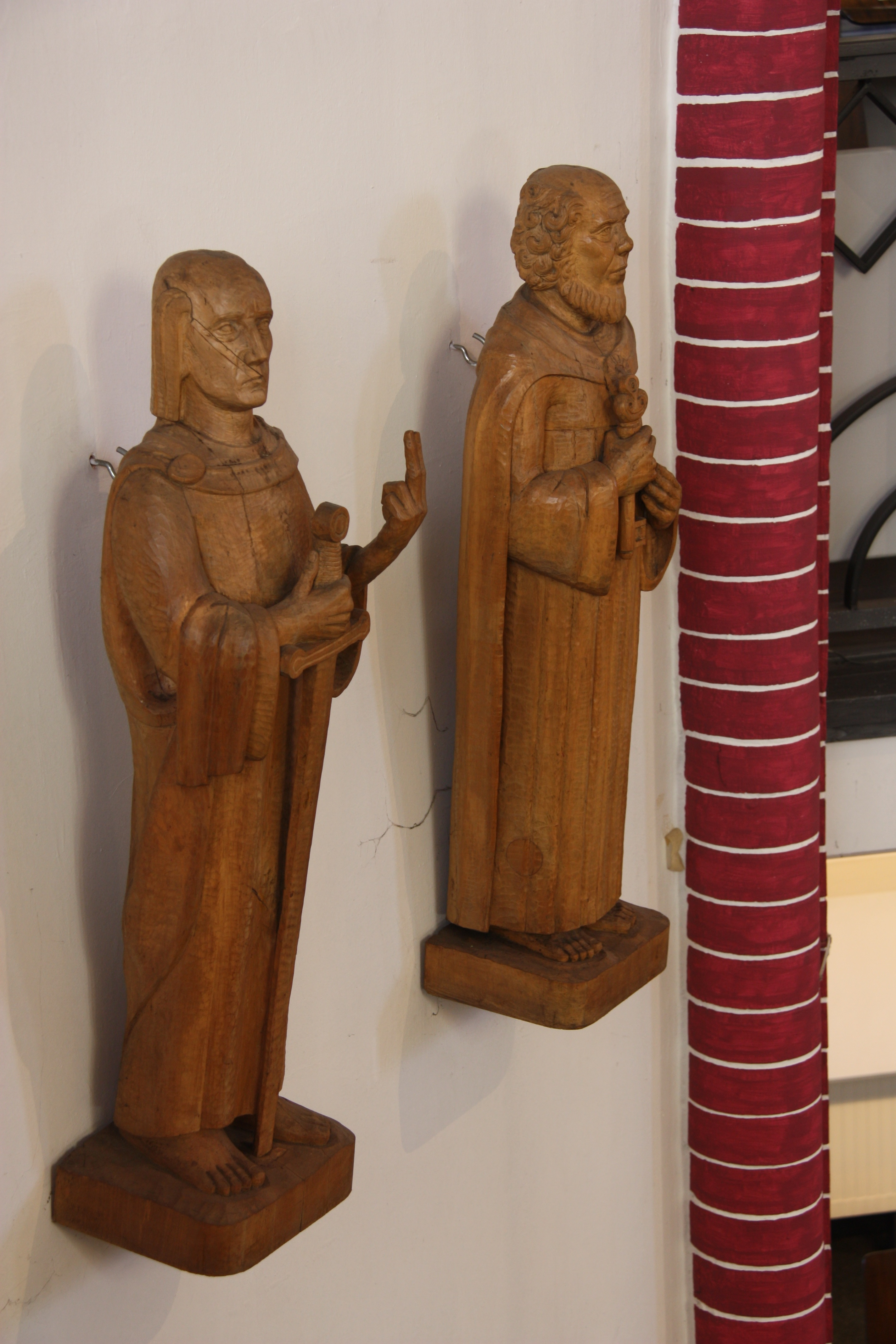
Paulus und Petrus, zwei der ursprünglich fünf Holzplastiken, Kreuzkirche, Hamburg-Ottensen, 2012

Carl Schümann (* 16. Mai 1901 in Hamburg; † 1974) war ein deutscher Bildhauer.

## Leben
Nach dem Abschluss einer Handwerkerlehre besuchte Carl Schümann eine Berufsschule und das Technikum. Er studierte sechs Semester an der Kunstgewerbeschule in Hamburg bei Johann Michael Bossard und an der Kunstgewerbeschule in Altona. Ab 1931 war er als freischaffender Künstler tätig. Vor 1933 und ab 1950 war er Mitglied der Hamburgischen Künstlerschaft. Er war zudem Mitglied der Künstlergruppe Niederelbe.
Neben der Angabe Hamburg als Geburtsort im Neuen Rump von 2013 gibt es auch in älteren Quellen die Angabe, dass er 1901 in Gostorf geboren wurde. Er ist ein Stiefsohn des Schiffszimmermanns und Mühlenbetreibers Carlos Dietrichsen von der Warft Mitteltritt der Hallig Hooge, wo er selbst einige Zeit gelebt hat, bevor er in die Schweiz gegangen sein soll, um Bootsbauer zu lernen. Nach der Lehre soll er dann nach Hamburg gereist sein, um Bildhauerei zu studieren. 1962 scheint er auf der Warft Mitteltritt noch ein Haus besessen zu haben.
Als die Mühle seines Stiefvaters 1949 abgerissen wurde, nahm er sich des Mühlenpfahls an. Er schnitzte eine nach Osten sehende Christusfigur und eine nach Westen blickende Madonna in den Stamm. Den Sockel versah
er mit dem Spruch:

„Ik bün de Poel

vun de hooger Moel

en Sommerspeel

gev mi Minschenseel“

Übersetzt bedeutet das: Ich bin der Pfahl von der Hooger Mühle. Ein Sommerspiel gab mir Menschenseele. Im Zuge der letzten Warftverbreiterung vor 2011 wurde der Mühlenpfahl vorläufig entfernt und zur Restaurierung gegeben. Ende April 2016 waren die Folgekosten sowie die Projektträgerschaft für die Aufstellung des Mühlenpfahls noch nicht geklärt. Die Halligstiftung konnte bis zu diesem Zeitpunkt die Kosten nicht tragen. Darüber hinaus wollte man eventuell eine Replik aufstellen, da sich das Original in einem schlechten Zustand befand. 2018 galt der Mühlenpfahl bei der Halligstiftung immer noch als geplantes Projekt.
Im Hamburger Adressbuch ist Schümann 1930 und 1931 als Holzbildhauer unter der Adresse Lübecker Straße 49 in Hamburg-Hohenfelde verzeichnet, 1936 bis 1938 als Bildhauer im Harvesterhuderweg 5 in Hamburg-Rotherbaum. 1938 zog er in sein eigenes Haus an der Straße Am Foßberg 83 in Hamburg-Langenhorn. Am 26. Januar 1948 wurde die Straße nach Johannes Fibiger in Fibigerstraße umbenannt. In dem Haus an der Fibigerstraße 83 wohnte Carl Schümann bis zu seinem Tode 1974.
Neben zumeist Holzplastiken schuf er das lebensgroße Vertriebenen-Ehrenmal aus Sandstein beim Gemeindezentrum der Falkenbergkirche am Falkenberg, am Kirchenplatz 1 an der Falkenbergstraße in Harksheide (seit 1970 Teil von Norderstedt) für den Landesverband der vertriebenen Deutschen, Ortsgruppe Harksheide. Am 24. April 1960 wurde das Vertriebenen-Ehrenmal von Helmut Lemke (CDU), dem damaligen Innenminister von Schleswig-Holstein feierlich enthüllt. Ungefähr 1945 griff Schümann schon einmal das Thema auf. Für die Christuskirche in Hamburg-Wandsbek schuf er ein Holzrelief, ein Kruzifix mit zwei Personen und vier Personengruppen im Hintergrund. Die Personengruppe der Vertriebenen, ganz rechts darin, weist eine gewissen Ähnlichkeit zu der Personengruppe des Vertriebenen-Ehrenmals auf.

## Ausstellungen (Auswahl)
- 1953: Museum für Völkerkunde Hamburg, Hamburgische Künstlerschaft
- 1956: Jahresausstellung in der inzwischen abgerissenen Halle der Nationen, Planten un Blomen in Hamburg
- 1957: Spendhaus in Reutlingen, Stadthaus in Freudenstadt, Hamburgische Künstlerschaft

## Werke (Auswahl)
- 1925: Schmuckkästchen, Holz, 17 × 19 × 14 cm, Kunststätte Bossard
- um 1928: Aschenbecher (in Form eines Kopfes), Keramik, bemalt, ca. 13 × 10 cm, Kunststätte Bossard
- um 1928: ohne Titel (Keramikobjekt, figürliche Form), Keramik, bemalt unter Glasur, 20 × 36 × 13 cm, Kunststätte Bossard
- 1935 (ca.): Eine Büste, die Adolf Hitler darstellte, aus Eichenholz (aus den Balken eines Fachwerkhauses) für die Neulandhalle auf dem Adolf-Hitler-Koog (heute Dieksanderkoog). Die Büste wurde nach dem Zweiten Weltkrieg entfernt.
- 1938 (ca.): 5 Plastiken aus Lindenholz: Johannes der Täufer, auferstandener Jesus Christus, Paulus, Petrus und Johannes der Evangelist für die Kreuzkirche in Hamburg-Ottensen. Johannes der Evangelist befindet sich inzwischen in Privatbesitz.[14]
- 1945 (ca.) Holzrelief: ein Kruzifix mit Personen in Hintergrund, Christuskirche in Hamburg-Wandsbek
- 1949 (ca.): Schnitzwerk Hooger Mühlenpfahl mit Christusfigur und Madonna aus Eichenholz
- 1950–53 (ca.): Die menschliche Komödie des 20. Jahrhunderts, Oberteil des Holzreliefs zeigt „Apokalyptische Reiter“, 7 Senkrechtreliefs, 1 Querrelief, 1 Leiste, Holz, Gesamtwerk: 305 × 146 × 4 cm, Kunststätte Bossard
- 1960 (ca.): Vertriebenen-Ehrenmal aus Sandstein beim Gemeindezentrum der Falkenbergkirche am Falkenberg, am Kirchenplatz 1 an der Falkenbergstraße in Harksheide (seit 1970 Teil von Norderstedt)
- 1963: Märchenstunde, Ulmenau 1–9, Hamburg-Uhlenhorst
- 1964: Ein Kruzifix für die Simon-Petrus-Kirche in Hamburg-Poppenbüttel
- 1966: Buttfang, Holz, 25 × 51 × 15 cm, Kunststätte Bossard
- Lebensgroße Gartenplastiken in Hamburg-Wandsbek
- Außenbild, Auferstehung Jesu Christi, an der Rückwand seines ehemaligen Wohnhauses an der Fibigerstraße 83 in Hamburg-Langenhorn
- Wandbild eines Paares (Tanzendes Paar?) an der Rückwand seines ehemaligen Wohnhauses an der Fibigerstraße 83 in Hamburg-Langenhorn